# Ponjevići
Ponjevići är en ort i Bosnien och Hercegovina.   Den ligger i entiteten Federationen Bosnien och Hercegovina, i den nordvästra delen av landet, 230 km nordväst om huvudstaden Sarajevo. Ponjevići ligger 310 meter över havet och antalet invånare är 501.
Terrängen runt Ponjevići är varierad, och sluttar norrut. Runt Ponjevići är det ganska tätbefolkat, med 93 invånare per kvadratkilometer.. Närmaste större samhälle är Cazin, 8,6 km söder om Ponjevići. 
Omgivningarna runt Ponjevići är en mosaik av jordbruksmark och naturlig växtlighet.